# Кубок Каталонии по футболу среди женщин
Кубок Каталонии по футболу среди женщин (кат. Copa Catalunya de futbol femenina; исп. Copa Cataluña de fútbol femenina) — футбольный турнир среди женских футбольных клубов, базирующихся в испанском автономном сообществе Каталония. Турнир проводится Федерацией футбола Каталонии с 2005 года. С тех пор в первых пяти розыгрышах в финале «Эспаньол» непременно встречался с «Барселоной» и лишь в 2009 году «Барселона» смогла взять трофей. В 2010 году «сине-гранатовые» повторили свой успех, переиграв «Ль`Эстартит», а в 2011 году в очном соперничестве с «Эспаньолом» сократили отставание по количеству побед в турнире до минимума.

## Результаты
| Сезон | Дата финала      | Стадион                                             | Чемпион   | Финалист    | Счёт финала |
| ----- | ---------------- | --------------------------------------------------- | --------- | ----------- | ----------- |
| 2005  | 28 августа 2005  | Ноу Сарденья, Барселона                             | Эспаньол  | Барселона   | 1:0         |
| 2006  | 28 августа 2006  | Ноу Сарденья, Барселона                             | Эспаньол  | Барселона   | 7:1         |
| 2007  | 11 сентября 2007 | Муниципаль, Сан-Жоан-Деспи                          | Эспаньол  | Барселона   | 3:0         |
| 2008  | 11 сентября 2008 | Муниципаль, Вик                                     | Эспаньол  | Барселона   | 2:0         |
| 2009  | 30 августа 2009  | Муниципаль, Ль`Эстартит                             | Барселона | Эспаньол    | 3:3 (7:6)   |
| 2010  | 29 августа 2010  | Муниципаль, Сан-Жоан-Деспи                          | Барселона | Ль`Эстартит | 3:0         |
| 2011  | 28 августа 2011  | Сьюдад Депортива дель Эспаньол, Сан-Адриан-де-Бесос | Барселона | Эспаньол    | 1:0         |
| 2012  | 27 августа 2012  | Ноу Конгост, Манреса                                | Барселона | Эспаньол    | 1:1 (8:7)   |
| 2013  | 1 сентября 2013  | Муниципаль, Сан-Бой-де-Льобрегат                    | Эспаньол  | Барселона   | 1:1 (4:3)   |
| 2014  | 31 августа 2014  | Муниципаль, Сан-Жоан-Деспи                          | Барселона | Эспаньол    | 4:0         |
| 2015  | 30 августа 2015  | Муниципаль, Виласар-де-Мар                          | Барселона | Эспаньол    | 2:0         |
| 2016  | 28 августа 2016  | Муниципаль, Мольет-дель-Вальес                      | Барселона | Эспаньол    | 6:0         |
| 2017  | 27 августа 2017  | Муниципаль, Гава                                    | Барселона | Эспаньол    | 3:0         |
| 2018  | 25 августа 2018  | Муниципаль, Таррега                                 | Барселона | Эспаньол    | 7:0         |
| 2019  | 24 августа 2019  | Муниципаль, Паламос                                 | Барселона | Эспаньол    | 4:0         |